# Evolution Nic Live 謝霆鋒進化演唱會
《Evolution Nic Live 謝霆鋒進化演唱會》是香港男歌手謝霆鋒久違25年再度於香港舉辦大型演唱會，亦是首個於啟德主場館舉辦大型演唱會的香港歌手。

## 演出製作
謝霆鋒早於出席《美獅鋒味搖滾美食節》時宣布正在籌備演唱會，後於2025年1月正式宣布在啟德主場館舉辦大型演唱會，並確認於2025年4月25日至26日期間舉辦，並於1月22日優先訂票，目前價格為港幣$1380、$1180、$980及$680。再於2月14日宣佈加開4月24日一場，並於2月19日公開發售。於3月24日終極加開4月27日一場，於3月31日公開發售。
演唱會於8月9日起在杭州奧體中心體育場進行巡迴演出，其後更會前往廣州等中國城市進行巡迴。

## 場次
| 日期          | 城市 | 場館                     | 備註 |
| ------------- | ---- | ------------------------ | ---- |
| 2025年4月24日 | 香港 | 啟德主場館               |      |
| 2025年4月25日 | 香港 | 啟德主場館               |      |
| 2025年4月26日 | 香港 | 啟德主場館               |      |
| 2025年4月27日 | 香港 | 啟德主場館               |      |
| 2025年8月9日  | 杭州 | 杭州奧體中心體育場       |      |
| 2025年8月10日 | 杭州 | 杭州奧體中心體育場       |      |
| 2025年9月20日 | 廣州 | 廣州大學城體育中心體育場 |      |
| 2025年9月21日 | 廣州 | 廣州大學城體育中心體育場 |      |
| 2025年10月6日 | 重慶 | 重慶奧體中心體育場       |      |
| 2025年10月7日 | 重慶 | 重慶奧體中心體育場       |      |

## 演唱歌單
- 不要說謊
- 改造人
- 活火山
- 估計錯誤
- 罪人
- 愛最大
- 愛後餘生
- 前前後後左左右右
- 不是定理
- 對峙
- 邊走邊愛
- 一了百了
- 我甚麼都不是
- 早知
- 無聲仿有聲
- 一擊即中
- 玉蝴蝶
- 潛龍勿用
- 逆行（演唱會主題曲）
- 今天你生日
- 黃種人
- 因為愛所以愛
- 別來無恙
- 遊樂場
- 壞習慣（只限尾場）
- 非走不可
- 只要為你活一天
- 曝光
- 開放日
- 活着VIVA

1. 你不會了解 

2. 281公里 

3. 你微笑時很美 

4. 不要說謊 

5. 愛最大 

6. 愛後餘生 

7. 前前後後左左右右 

8. 不是定理 

9. 穿越火線 

10. 給天使看的戲 

11. 舊傷口 
 
12. 天使 

13. 要我怎麼忘了他 

14. 因為愛所以愛 
 
15. 玉蝴蝶 

16. 潛龍勿用 

17. 謝謝你的愛1999 

18. 逆行（演唱會主題曲） 

19. 成者為王 

20. 黃種人 

21. 保重 

22. 鋒味 

23. 回甘 

24. 香水 

25. 非走不可 

26. 只要為你活一天 

27. Tonight 

28. 勇者之歌 

29. 活着VIVA 